# Zamek Marienfels
Zamek Marienfels (niem. Schloss Marienfels) – neogotycki zamek w Remagen, na lewym brzegu Renu. Zamek położony jest w parku o powierzchni 100 000 m², powierzchnia mieszkalna zamku wynosi 800 m². Marienfels jest posiadłością prywatną.

## Historia
Koloński architekt Karl Schnitzler zaprojektował Marienfels na zamówienie fabrykanta Eduarda Fringsa. Akt erekcyjny podpisano 14 maja 1859. Budowa obiektu trwała do 1863 roku, wykończony i oddany do użytku został jednak dopiero w roku 1874. Z pierwotnego inwentarza nic się nie zachowało.
W 1907 roku zamek przeszedł w posiadanie fabrykanta Otto von Guilleaume, który go wyremontował i zmodernizował, wyposażając obiekt w nowoczesne łazienki. W 1936 roku zamek kupił Otto Becher – na jego polecenie rozbudowano tarasy zamkowe.
Kolejnym właścicielem Marienfels była spółka Klinik Sanatorium Schloss Marienfels, która do 1975 roku użytkowała zamek jako sanatorium. Następnie Marienfels został przejęty przez właściciela pałacu Drachenburg, Paula Spinata, z którego inicjatywy powstała parterowa przybudówka po południowej stronie zamku.
W 1989 roku zamek ponownie zmienił właściciela – przedsiębiorca Herbert Hillebrandt, znany jako „kolekcjoner zamków”, kupił go dla swojej córki Kathariny. Przeprowadzono kolejne modernizacje, wyposażając obiekt między innymi w basen i saunę. W latach 1994–1999 Hillebrandt wynajmował zamek ambasadzie Kazachstanu.
W listopadzie 2004 roku zamek kupił znany niemiecki aktor i prezenter telewizyjny Thomas Gottschalk, który po przeprowadzeniu kapitalnego remontu mieszka w nim od 2006 roku.